# Демографија Косова и Метохије
Демографија Косова и Метохије обухвата приказ демографске структуре Аутономне Покрајине Косово и Метохија. Срби су били већинско становништво на Косову и Метохији од XIII до XVIII века, док крајем XIX века као последица исељавања и протеривања Срба већина постају Албанци. Према последњем попису становништва из 1991. на Косову и Метохији живело је 194.190 Срба, док је број Албанаца тада процењен на 1.596.072 становника.
| Етничке групе на КиМ |         |       |        |
| Година | Албанци | Срби1 | Остали |
| 1455 | 1%      | 98%   | 1%     |
| 1871 | 32%     | 64%   | 4%     |
| 1899 | 48%     | 44%   | 8%     |
| 1921 | 66%     | 26%   | 8%     |
| 1931 | 60%     | 32%   | 8%     |
| 1939 | 57%     | 34%   | 9%     |
| 1948 | 68%     | 27%   | 5%     |
| 1953 | 65%     | 27%   | 8%     |
| 1961 | 67%     | 27%   | 6%     |
| 1971 | 74%     | 21%   | 5%     |
| 1981 | 77%     | 15%   | 8%     |
| 1991 | 82%     | 11%   | 7%     |
| 20002 | 88%     | 7%    | 5%     |
| 20072 | 92%     | 5%    | 3%     |
| 1 укључујући Црногорце (од 1948. до 1991.) 2 приближан податак Извор: Статистичка канцеларија КиМ-а, Светска банка (2000), OSCE (2005) |         |       |        |

## Становништво Косова и Метохије у средњем веку
- Словени у 6-7. веку
- Етнички састав територије данашње Србије у 6-8. веку
- Етничке групе на Косову у 6-8. веку, према Школском историјском атласу Завода за издавање уџбеника СР Србије, објављеном у Београду 1970. године
- Словени у 7-8. веку
- Верска мапа територије данашњег КиМ у време Великог раскола 1054. године
- Верска мапа територије данашњег КиМ у 14. веку.

## Становништво Косова и Метохије од 14. до почетка 20. века

### 14. век
Дечанска хрисовуља из 1330. године садржи детаљан списак домаћинстава која су пописана у Метохији и северозападној Албанији, на метоху манастира Високи Дечани:
3 од 89 насеља су била албанска, остала су била не-албанска.
од 2.166 пољопривредних газдинстава и 2.666 кућа на подручјима сточарства, 44 су била албанска, (1,8%). Остала су регистрована као Словенска тј. српска.
Несрпска популација Косова и Метохије није прелазила 2% до краја 14. века.

### 15. век
Године 1455,: турски катастарски попис (дефтер) (Оригинална верзија на турском језику се чува у архиви у Истанбулу, 1972. Институт за Блискоисточне студије (Оријентални институт) у Сарајеву је урадио превод тог пописа под називом Област Бранковића — Опширни катастарски попис из 1455. године).
Област Бранковића је покривала око 80% данашње територије Косова и Метохије, бележећи на њој 480 села, 13.696 одраслих мушкараца, 12.985 кућа, 14.087 носиоца домаћинстава (480 удовица и 13.607 одраслих мушкараца). Уколико се број “глава породица” помножи са 4,4 или 4,6 чланова домаћинства добија се и број становника области. Број становника по националности није у потпуности тачан јер је за већину носиоца домаћинстава писао социјални статус, а не националност, тако уколико је неко био хром, слеп, поп, трговац уписивана је та одлика у место о социјалном статусу, па стога је вероватно и број националних мањина био незнатно већи, зна се да је само број католичких Словена у Јањеву био већи од 1 породице колико је пописано Хрвата). По националности носиоци домаћинстава су били:
- 12.985 Срба присутних у свих 480 села и свим градовима
- 75 влашких кућа у 34 села
- 46 албанских кућа у 23 села
- 17 бугарских кућа у 10 села
- 5 грчких кућа у селу Лауша код Вучитрна
- 1 јеврејска кућа у Вучитрну
- 1 хрватска кућа

Године 1487, Турски попис Области Бранковића
- Област Вучитрна:

- 16.729 хришћанских домаћинстава (412 у Приштини и Вучитрну)
- 117 исламских домаћинстава (94 у Приштини и 83 у сеоским подручјима)

- Област Скадра:

- област Пећи:

- град Пећ - 68% Словена (Срба)
- 121 хришћанско домаћинство
- 33 муслиманско домаћинство

- Суво Грло и Метохија:

- 131 хришћанско домаћинство од којих су 52% у Сувом Грлу били Словени

- Доња Клина - 50% Словена
- Дечани - 64% Словена

- Сеоска подручја:

- 6.124 хришћанска газдинства (99%)
- 55 муслиманска газдинства (1%)

### 17—18. век
Током Великог бечког рата (1683—1699) који се водио између Османског царства и Хабзбуршког царства, Срби су стали на страну Хабзбурговаца у борби против Турака, Хабзбурзи су дошли до Скопља, али су ту потучени од Турака тако да су се вратили преко Саве и Дунава, бојећи се турске одмазде Срби се повлаче са њима и то је Прва сеоба Срба, са Косова и Метохије је отишло око 180.000 Срба (само из Призрена 20.000) и населили се на аустријске поседе Војводину и Војну границу. После тога исламизирани Албанци из високопланинског подручја Малесије насељавају углавном Метохију. Овај процес је настављен у 18. веку.
Слична ситуација се одиграла 1737. при Другој сеоби Срба.

### 19. век
Током 19. века почињу неслагања у броју становника Косова и Метохије. Неки извори дају бројчану предност Србима, други Албанцима. Турска пописна статистика је нерелевантна јер је пописивала религијску припадност, а не етничку, и то користећи књиге рођених.
Истраживање аустријског физичара 1838. године Јозефа Милера (Joseph Müller) је тврдио да је Метохија углавном словенска, и даље даје податке за 3 предеоне целине (Bezirke): Призрен, Пећ и Ђаковицу, које грубо чине целокупно подручје Метохије. Подручја која се граниче са Албанијом су највише погођена досељавањем Албанаца. Од 195.000 становника Метохије, Милер је регистровао:
- 114.000 муслимана (58%) од тога
  - 38.000 Срба (19%)
  - 76.000 Албанаца (39%)
- хришћани:
  - 73.572 православних Срба (38%)
  - 5.120 католичких Албанаца (3%)
- 2.308 осталих не-муслимана (Јањеваца и других.)

Милерови резултати за градове:
- Пећ: Срба - 11.050, Албанаца - 500
- Призрен: Срба - 16.800, Албанаца - 6.150
- Ђаковица: већина су Албанци, град је окружен српским селима.

Карте које је израдио француски етнограф Лежан (G. Lejean) 1861. године показује да су Албанци живели на око 57% данашње територије Косова и Метохије, док слична карта коју су израдили британски путописци Мекензи (G. M. Mackenzie) и Аирби (A. P. Irby) 1867. године показује нешто мању површину. Обе карте не показују величину популације него само величину простора који заузимају.
Студија из 1871. аустријског пуковника Петера Кукуља (Peter Kukulj) за интерну употребу Аустроугарске војске показује да Призренски Мутесарифлук (који одговара у великој мери данашњем КиМ-у) има 500.000 становника, од којих:
- Срби - 318.000 (64%)
- Албанци - 161.000 (32%)
- Роми и Черкези - 10.000 (0,33%)
- Турци - 2.000

Процењено је да је 200.000—400.000 Срба протерано из Косовског Вилајета 1876-1912, посебно током Грчко - турског рата 1897. године.
Карте које су објавили немачки историчари Хајнрих Киперт (Heinrich Kiepert), Хан (J. Hahn) и аустријски конзул Сакс (K. Sax) 1876. године показују да Албанци живе на већини територије данашње провинције, али ни оне не показују број становника већ само површину. По овим картама, региони Косовске Митровице и Косовог Поља су углавном насељени Србима, док је већина територије на западу и истоку данашње провинције насељена исламизираним Албанцима.
Етнички састав у Косовском вилајету и Пљеваљском санџаку према аустријској статистици објављеној у Бечу 1899. године:
- Албанци - 182.650 (47,88%)
- Срби - 166.700 (43,7%)
- Остали (Цинцари, Черкези, Турци, Роми и Јевреји) - (8,42%)

### 20. век
Британски новинар Хенри Бреилсфорд (Henry Brailsford) је проценио да две трећине косовско-метохијске популације чине Албанци, а остатак Срби.
За најнасељеније области Ђаковице и Пећи је објављено да имају између 20.000 и 25.000 албанских домаћинстава, према 5.000 српских. Мапа Алфреда Стеда (Alfred Stead) из 1909. показује да сличан број Срба и Албанаца живи на територији Косова и Метохије.
Немачки научник Густав Вајганд (Gustav Weigand) даје следеће статистичке податке за Косово и Метохију, базиране на предратној ситуацији пре 1912. године:
- област Приштина: Албанци - 67%, Срби - 30%
- област Призрен: Албанци - 63%, Срби - 36%
- област Вучитрн: Албанци - 90%, Срби - 10%
- област Урошевац: Албанци - 70%, Срби - 30%
- област Гњилане: Албанци - 75%, Срби - 23%
- област Косовска Митровица: Срби - 60%, 40% Албанци

Метохија са градом Ђаковицом је шта више дефинисана као искључиво албанска територија по Вајганду.
Структура становништва се променила пуно у 20. веку. САНУ и њен истакнути члан Васо Чубриловић, су припремили документ за исељавање Албанаца под називом Исељавање Арнаута, што је било у складу са тадашњим разменама становништва које су се догађале на Балкану.
Услед сложене политичке ситуације, простор Косова и Метохије био је мета насељавања Албанаца или Срба са циљем да се простор Косова и Метохије интегрише у албанско или српско друштво и тиме постане интегрални део једне од ових држава.
Колонизација током 20 века се дели на три најбитнија периода:
- Колонизација Косова и Метохије у Краљевини Југославији подразумева насељавање, пре свега Србима и Црногорцима из пасивних крајева Краљевине Југославије, у периоду 1919—1941. година. (60.000-65.000)
- Колонизација Косова и Метохије током Другог светског рата подразумева довођење Албанаца из Албаније на територију Косова и Метохије. (150.000-200.000)[4]
- Колонизација Косова и Метохије у СФРЈ подразумева насељавање албанским емигрантима из Албаније. (1948-1956. godina - 40.000)[5]

## Пописи становништва уКраљевини СХСиКраљевини Југославији

### Попис становништва1921. године
Попис становништва у Краљевини Срба, Хрвата и Словенаца одржан је 31. јануара 1921. године.
Укупно - 439.010
Језички састав:
- арнаутски - 288.910 (68,81%)
- српски, хрватски и словеначки - 114.090 (25,99%)

### Попис становништва1931. године
Укупно - 552.064
Језички састав:
- арнаутски - 331.549 (60,06%)
- српски, хрватски, словеначки - 180.170 (32,64%)
- мађарски - 426
- немачки - 241
- остали - 38.907 (7,05%)

- Језички састав Косова и Метохије по насељима 1931. године (територијална организација из 1961.)

Верски састав:
- муслимани - 379.981 (68,83%)
- православци - 150.745 (27,31%)
- римокатолици - 20.568 (3,73%)
- евангелисти - 114
- остали - 635

- Верски састав Косова и Метохије по насељима 1931. године (територијална организација из 1961.)

Колонизациони програми које је спроводила југословенска власт 1922-1929, и 1933-1938 доводи на Косово и Метохију 10.000 српских породица из Лике, Далмације, Херцеговине и Црне Горе, углавном на север Косова, око Косовог Поља и дуж реке Лаб.
Потписан је и споразум о емиграцији 200.000 Албанаца и Турака у Турску 1938. године. Како се Турска из овог споразума у почетним фазама из страха да неће моћи да удовољи свим захтевима за прихват и репатријацију, само је 4.000 муслимана напустило провинцију.
Власти Краљевине Југославије су процениле број Албанаца 1939. године на 125.000, што је веома потцењен број.

## Други светски рат
Већина територије је окупирана у Другом светском рату од стране марионетске италијанске државне творевине Велике Албаније, која је убила 10.000 и етнички очистила 100.000 Срба, док је у исто време населила 100.000 Албанаца из Албаније. Свим Србима, који су насељени после 1912. године и повратка Косова и Метохије под власт Србије, је забрањен повратак после Другог светског рата, што је такође смањило српску популацију у покрајини.

## Пописи становништва наКосову и Метохијиод1948. године

### Попис становништва1948. године
Укупно - 727.820
Етнички састав:
- Шиптари - 498.242 (68,46%)
- Срби - 171.911 (23,62%)
- Црногорци - 28.050 (3,85%)
- Роми - 11.230 (1,54%)
- неопредељени муслимани - 9.679 (1,33%)
- Хрвати - 5.290 (0,73%)

### Попис становништва1953. године
Укупно - 808.141
Етнички састав:
- Шиптари - 524.559 (64,91%)
- Срби - 189.969 (23,51%)
- Црногорци - 31.343 (3,88%)
- Југословени неопредељени - 6.241 (0,77%)
- Хрвати - 6.201 (0,77%)

| Етничке карте Косова и Метохије 1953. по општинама. |      |         |           |       |
| Етнички састав                                      | Срби | Шиптари | Црногорци | Турци |
|                                                     |      |         |           |       |

### Попис становништва1961. године
Укупно - 963.959
Етнички састав:
- Албанци - 646.604 (67,08%)
- Срби - 227.016 (23,55%)
- Црногорци - 37.588 (3,9%)
- Муслимани - 8.026 (0,83%)
- Хрвати - 7.251 (0,75%)
- Југословени - 5.203 (0,54%)
- Роми - 3.202 (0,33%)

- Етнички састав Косова и Метохије по насељима 1961. године
- Етнички састав Косова и Метохије по насељима 1961. године
- Етнички састав Косова и Метохије по насељима 1961. године
- Удео Албанаца на Косову и Метохији по насељима 1961. године
- Удео Срба на Косову и Метохији по насељима 1961. године
- Удео Срба на Косову и Метохији по насељима 1961. године
- Удео Црногораца на Косову и Метохији по насељима 1961. године
- Удео Хрвата на Косову и Метохији по насељима 1961. године

### Попис становништва1971. године
Укупно - 1.243.693
Етнички састав:
- Албанци - 916.168 (73,66%)
- Срби - 228.264 (18,35%)
- Црногорци: 31.555 (2,54%)
- Муслимани - 26,357 (2,12%)
- Роми - 14.593 (1,17%)
- Турци - 12.244 (0,98%)
- Хрвати - 8,264 (0,66%)
- Југословени - 920

- Етнички састав Косова и Метохије по насељима 1971. године
- Етнички састав Косова и Метохије по насељима 1971. године
- Етнички састав Косова и Метохије по насељима 1971. године
- Удео Албанаца на Косову и Метохији по насељима 1971. године
- Удео Албанаца на Косову и Метохији по насељима 1971. године
- Удео Срба на Косову и Метохији по насељима 1971. године
- Удео Црногораца на Косову и Метохији по насељима 1971. године
- Удео Муслимана на Косову и Метохији по насељима 1971. године

### Попис становништва1981. године
Укупно - 1.584.440
Етнички састав:
- Албанци - 1.226.736 (77,42%)
- Срби - 209.497 (13,22%)
- Муслимани - 58.562 (3,7%)
- Роми - 34.126 (2,15%)
- Црногорци - 27.028 (1,71%)
- Турци - 12.513 (0,79%)
- Хрвати - 8.718 (0,55%)
- Југословени - 3.073 (0,19%)

- Етнички састав Косова и Метохије по насељима 1981. године
- Етнички састав Косова и Метохије по насељима 1981. године
- Удео Албанаца на Косову и Метохији по насељима 1981. године
- Удео Албанаца на Косову и Метохији по насељима 1981. године
- Удео Срба на Косову и Метохији по насељима 1981. године
- Удео Муслимана на Косову и Метохији по насељима 1981. године
- Удео Црногораца на Косову и Метохији по насељима 1981. године
- Удео Рома на Косову и Метохији по насељима 1981. године

### Попис становништва1991. године
- Процена ПЗС Косова и Метохије:
Укупно - 1.956.196
За већи део становништва албанске народности, који је бојкотовао попис, извршена је процена од стране Покрајинског завода за статистику Косова и Метохије.
Етнички састав:
- Албанци - 1.596.072 (81,59%)
- Срби: 194.190 (9,93%)
- Муслимани: 66.189 (3,38%)
- Роми - 45.745 (2,34%)
- Црногорци - 20.365 (1,04%)
- Хрвати - 8.062 (0,41%)
- Југословени - 3.457 (0,18%)
- Остали - 21.933 (1,12%)

- Етнички састав Косова и Метохије по насељима 1991. године
- Етнички састав Косова и Метохије по насељима 1991. године
- Удео Албанаца на Косову и Метохији по насељима 1991. године
- Удео Срба на Косову и Метохији по насељима 1991. године
- Удео Муслимана на Косову и Метохији по насељима 1991. године

- Пописано становништво:
Укупно - 359.346
Етнички састав:
- Срби - 194.190 (54,06%)
- Муслимани - 57.758 (16,07%)
- Роми - 44.307 (12,33%)
- Црногорци - 20.365 (5,67%)
- Албанци - 9.091 (2,53%)
- Хрвати - 8.062 (2,24%)
- Југословени - 3.457 (0,96%)
- Остали - 21.933 (6,1%)

- Етнички састав Косова и Метохије по насељима 1991. године (пописано становништво)
- Присуство Рома на Косову и Метохији по насељима 1991. године

Верски састав:
- православци - 216.742 (60,32%)
- муслимани - 126.577 (35,22%)
- католици - 9.990 (2,78%)
- атеисти - 1036 (0,29)
- непознато - 4417 (1,23)

- Верски састав Косова и Метохије по насељима 1991. године (пописано становништво)

### Попис становништва2011. године
Укупно - 1.739.825
Етнички састав:
- Албанци: 1.616.869
- Бошњаци: 27.533
- Срби: 25.532
- Турци: 18.738
- Ашкалије: 15.436
- Египћани: 11.524
- Горанци: 10.265
- Роми: 8.824
- Остали: 2.352

Напомена: попис из 2011. на Косову су спровели органи самопроглашене Републике Косово. Овај попис је био бојкотован од стране великог броја косовских Срба, тако да је реалан број Срба на Косову знатно већи од оног исказаног у званичним резултатима овог пописа.
- Етничка мапа Косова према попису из 2011. године, подаци по насељима
- Удео Албанаца на Косову и Метохији по насељима 2011. године
- Удео Срба на Косову и Метохији по насељима 2011. године
- Удео Бошњака на Косову и Метохији по насељима 2011. године
- Удео Турака на Косову и Метохији по насељима 2011. године
- Удео Горанаца на Косову и Метохији по насељима 2011. године
- Удео Рома (Ашкалија, Египћана) на Косову и Метохији по насељима 2011. године

## Демографски подаци завода за статистику самопроглашеног Косова[тражи се извор]
Процене популације у доњој табели нису тотално поуздане од 1990—их година. Од 1990, подаци искључују неке рођене и умрле са појединих простора где живе Срби.
|      | Просечна популација (x 1000) | Живорођени | Умрли  | Природна промена | Стопе наталитета (на 1000) | Стопе морталитета (на 1000) | Природна промена (на 1000) |
| ---- | ---------------------------- | ---------- | ------ | ---------------- | -------------------------- | --------------------------- | -------------------------- |
| 1948 | 733                          | 27 792     | 10 324 | 17 468           | 37,9                       | 14,1                        | 23,8                       |
| 1949 | 751                          | 31 643     | 12 937 | 18 706           | 42.1                       | 17.2                        | 24.9                       |
| 1950 | 764                          | 35 222     | 12 991 | 22 231           | 46.1                       | 17.0                        | 29.1                       |
| 1951 | 780                          | 29 299     | 14 833 | 14 466           | 37.6                       | 19.0                        | 18.5                       |
| 1952 | 793                          | 35 619     | 13 867 | 21 752           | 44.9                       | 17.5                        | 27.4                       |
| 1953 | 813                          | 34 595     | 16 726 | 17 869           | 42.6                       | 20.6                        | 22.0                       |
| 1954 | 832                          | 38 595     | 13 201 | 25 394           | 46.4                       | 15.9                        | 30.5                       |
| 1955 | 842                          | 36 736     | 15 292 | 21 444           | 43.6                       | 18.2                        | 25.5                       |
| 1956 | 859                          | 37 819     | 13 692 | 24 127           | 44.0                       | 15.9                        | 28.1                       |
| 1957 | 873                          | 34 159     | 15 300 | 18 859           | 39.1                       | 17.5                        | 21.6                       |
| 1958 | 890                          | 39 285     | 11 598 | 27 687           | 44.1                       | 13.0                        | 31.1                       |
| 1959 | 921                          | 37 364     | 12 878 | 24 486           | 40.6                       | 14.0                        | 26.6                       |
| 1960 | 944                          | 41 631     | 13 365 | 28 266           | 44.1                       | 14.2                        | 29.9                       |
| 1961 | 972                          | 40 561     | 11 759 | 28 802           | 41.7                       | 12.1                        | 29.6                       |
| 1962 | 997                          | 41 336     | 15 024 | 26 312           | 41.5                       | 15.1                        | 26.4                       |
| 1963 | 1 021                        | 41 525     | 12 423 | 29 102           | 40.7                       | 12.2                        | 28.5                       |
| 1964 | 1 046                        | 42 557     | 12 731 | 29 826           | 40.7                       | 12.2                        | 28.5                       |
| 1965 | 1 075                        | 43 569     | 11 767 | 31 802           | 40.5                       | 10.9                        | 29.6                       |
| 1966 | 1 101                        | 42 429     | 10 266 | 32 163           | 38.5                       | 9.3                         | 29.2                       |
| 1967 | 1 131                        | 44 001     | 11 308 | 32 693           | 38.9                       | 10.0                        | 28.9                       |
| 1968 | 1 159                        | 44 627     | 10 781 | 33 846           | 38.5                       | 9.3                         | 29.2                       |
| 1969 | 1 189                        | 46 480     | 10 892 | 35 588           | 39.1                       | 9.2                         | 29.9                       |
| 1970 | 1 220                        | 44 496     | 10 829 | 33 667           | 36.5                       | 8.9                         | 27.6                       |
| 1971 | 1 254                        | 47 060     | 10 312 | 36 748           | 37.5                       | 8.2                         | 29.3                       |
| 1972 | 1 291                        | 47 943     | 10 270 | 37 673           | 37.1                       | 8.0                         | 29.2                       |
| 1973 | 1 329                        | 47 714     | 10 358 | 37 356           | 35.9                       | 7.8                         | 28.1                       |
| 1974 | 1 367                        | 49 847     | 10 075 | 39 772           | 36.5                       | 7.4                         | 29.1                       |
| 1975 | 1 406                        | 49 310     | 10 018 | 39 292           | 35.1                       | 7.1                         | 27.9                       |
| 1976 | 1 446                        | 51 355     | 10 149 | 41 206           | 35.5                       | 7.0                         | 28.5                       |
| 1977 | 1 487                        | 49 849     | 9 811  | 40 038           | 33.5                       | 6.6                         | 26.9                       |
| 1978 | 1 526                        | 49 027     | 9 776  | 39 251           | 32.1                       | 6.4                         | 25.7                       |
| 1979 | 1 566                        | 48 125     | 9 575  | 38 550           | 30.7                       | 6.1                         | 24.6                       |
| 1980 | 1 555                        | 53 147     | 8 909  | 44 238           | 34.2                       | 5.7                         | 28.4                       |
| 1981 | 1 595                        | 48 111     | 9 677  | 38 434           | 30.2                       | 6.1                         | 24.1                       |
| 1982 | 1 629                        | 52 865     | 10 479 | 42 386           | 32.5                       | 6.4                         | 26.0                       |
| 1983 | 1 664                        | 49 645     | 11 040 | 38 605           | 29.8                       | 6.6                         | 23.2                       |
| 1984 | 1 699                        | 55 243     | 10 573 | 44 670           | 32.5                       | 6.2                         | 26.3                       |
| 1985 | 1 735                        | 53 925     | 11 826 | 42 099           | 31.1                       | 6.8                         | 24.3                       |
| 1986 | 1 773                        | 54 519     | 10 446 | 44 073           | 30.7                       | 5.9                         | 24.9                       |
| 1987 | 1 811                        | 56 221     | 10 307 | 45 914           | 31.0                       | 5.7                         | 25.4                       |
| 1988 | 1 850                        | 56 283     | 10 257 | 46 026           | 30.4                       | 5.5                         | 24.9                       |
| 1989 | 1 889                        | 53 656     | 10 181 | 43 475           | 28.4                       | 5.4                         | 23.0                       |
| 1990 | 1 930                        | 55 175     | 8 214  | 46 961           | 28.6                       | 4.3                         | 24.3                       |
| 1991 | 1 967                        | 52 263     | 8 526  | 43 737           | 26.6                       | 4.3                         | 22.2                       |
| 1992 | 2 006                        | 44 418     | 8 004  | 36 414           | 22.1                       | 4.0                         | 18.2                       |
| 1993 | 2 043                        | 44 132     | 7 804  | 36 328           | 21.6                       | 3.8                         | 17.8                       |
| 1994 | 2 077                        | 43 450     | 7 667  | 35 783           | 20.9                       | 3.7                         | 17.2                       |
| 1995 | 2 113                        | 44 776     | 8 671  | 36 105           | 21.2                       | 4.1                         | 17.1                       |
| 1996 | 2 151                        | 46 041     | 8 392  | 37 649           | 21.4                       | 3.9                         | 17.5                       |
| 1997 | 2 186                        | 42 920     | 8 624  | 34 296           | 19.6                       | 3.9                         | 15.7                       |
| 1998 | 2 000                        | 41 752     | 8 123  | 33 629           | 20.9                       | 4.1                         | 16.8                       |
| 1999 | 2 000                        | 40 020     | 7 569  | 32 451           | 20.0                       | 3.8                         | 16.2                       |
| 2000 | 2 000                        | 38 667     | 7 115  | 31 552           | 19.3                       | 3.6                         | 15.8                       |
| 2001 | 2 000                        | 37 412     | 6 672  | 30 740           | 18.7                       | 3.3                         | 15.4                       |
| 2002 | 1 985                        | 36 136     | 5 654  | 30 482           | 18.2                       | 2.8                         | 15.4                       |
| 2003 | 2 016                        | 31 994     | 6 417  | 25 577           | 15.9                       | 3.2                         | 12.7                       |
| 2004 | 2 041                        | 35 063     | 6 399  | 28 664           | 17.2                       | 3.1                         | 14.0                       |
| 2005 | 2 070                        | 37 218     | 7 207  | 30 011           | 18.0                       | 3.5                         | 14.5                       |
| 2006 | 2 100                        | 34 187     | 7 479  | 26 708           | 16.3                       | 3.6                         | 12.7                       |
| 2007 | 2 126                        | 33 112     | 6 681  | 26 431           | 15.6                       | 3.1                         | 12.4                       |
| 2008 | 2 153                        | 34 399     | 6 852  | 27 547           | 16.0                       | 3.2                         | 12.8                       |
| 2009 | 2 175                        | 34 240     | 7 030  | 27 210           | 15.7                       | 3.2                         | 12.5                       |
| 2010 | 1 775                        | 33 751     | 7 234  | 26 517           | 15.3                       | 3.2                         | 12.1                       |
| 2011 | 1 801                        | 27 626     | 7 111  | 20 515           | 15.3                       | 3.9                         | 11.4                       |
| 2012 | 1 815                        | 27 743     | 7 317  | 20 426           | 15.3                       | 4.0                         | 11.3                       |
| 2013 | 1 837                        | 29 327     | 7 135  | 22 192           | 16.0                       | 3.9                         | 12.1                       |
| 2014 | 1 861                        | 25 929     | 7 634  | 18 295           | 13.9                       | 4.1                         | 9.8                        |
| 2015 | 1 884                        | 24 594     | 8 202  | 16 392           | 13.0                       | 4.3                         | 8.7                        |
| 2016 | 1 905                        | 23 416     | 8 495  | 14 921           | 12.3                       | 4.4                         | 7.9                        |
| 2017 | 1 920                        | 23 402     | 8 738  | 14 664           | 12.1                       | 4.5                         | 7.6                        |
| 2018 | 1 793                        | 22 870     | 8 998  | 13 872           | 12.8                       | 5.0                         | 7.8                        |
| 2019 | 1 788                        | 21 798     | 9 430  | 12 368           | 12.2                       | 5.3                         | 6.9                        |
| 2020 |                              | 18 186     | 11 108 | 7 078            |                            |                             |                            |

## Демографски подациЦИА-е[7]

### Структура старости
- 0-14 година: 27,2% (мушки 258.078/женски 237,987)
- 15-64 година: 66,1% (мушки 630,350/женски 576,946)
- 65 година и више: 6,7% (мушки 51,668/женски 70,603) (2011 процена)

### Средње године
- укупно: 26,7 година
- мушки: 26,3 година
- женски: 27,2 година (2011 процена)

### Однос полова
- на рођењу: 1.085 мушки/женски
- испод 15 година: 1,09 мушки/женски
- 15-64 година: 1,09 мушки/женски
- 65 година и више: 0,74 мушки/женски
- укупна популација: 1,06 мушки/женски (2011 процена)

### Писменост
Методологија: проценат популације старије од 15 година који зна да чита и пише
- укупна популација: 91,9%
- мушки: 96,6%
- женски: 87,5%

## Емиграција
Број држављана са Космета који се налазе у следећим земљама:
Напомена: У неким статистикама урачунати су они који су рођени на Космету, а немају држављанство неке од следећих земаља, а у дугим сви они који су рођени на Космету и живе у наведеним земљама са држављанством те земље или без њега.
- Немачка 	262.005 (31. 12. 2021.)[8]
- Швајцарска 115.921 (март 2022)[9]
- Италија 45.448 (2016)[10]
- Аустрија 34.036 (јануар 2022)[11]
- Уједињено Краљевство 28.761 (2011)[12][13][14]
- Словенија 22.386 (2022)[15]
- Норвешка 16.850 (2022)[16]
- Шведска 11.920 (2021)[17] (нису урачунати они рођени у Југославији и СЦГ)
- Белгија 5.401 (2021)[18]
- Канада 2.865 (2016)
- Данска 2.738 (2017)[19]
- Луксембург 1.664 (2017)[20]
- Аустралија 1.476 (2021)[21]
- Чешка 1.372 (2020)[22]
- Хрватска 1.188 (2011)
- Лихтенштајн 425 (2019)[23][24]
- Исланд 230 (2017)[25]